# 関西国際大学短期大学部
関西国際大学短期大学部（かんさいこくさいだいがくたんきだいがくぶ、英語: Kansai University of International Studies Women's College）は、兵庫県三木市志染町青山1-18に本部を置いていた日本の私立大学である。1987年に設置され、2007年に廃止された。

## 概要

### 大学全体
- 兵庫県三木市に所在した日本の私立短期大学で、設置主体は学校法人学校法人濱名学院[1]。
- 1987年に関西女学院短期大学として開学。当初は経営学科のみだったが、後にコミュニケーション学科を増設、さらに専攻科を置くまでに至った。1998年度入学生より専攻課程なしで経営学科の学生募集を行う。
- 2000年度の入学生を最後に[注釈 2]、短期大学としての使命を終える[2]。

### 建学の精神（校訓・理念・学是）
- 関西国際大学短期大学部および関西女学院短期大学における建学の精神は「愛を以って園と為す」となっていた。

### 教育および研究
- 関西国際大学短期大学部は経営学やコミュニケーションに関する各専門科目をベースに加えて、情報教育・「人間学」総合教育にも力をいれていた。コミュニケーション学科では、「アナウンス研究」と題した科目もあった[3]。

### 学風および特色
- GPA制度があった。
- 国際交流に力をいれていた。
- 「人間学合宿」が行われていた。

## 沿革
- 1955年
  - 12月27日 学校法人が成立する[4]。
- 1986年
  - 12月23日 左記を以て文部省[注 4]より短期大学の設置が認可される[5]。
- 1987年
  - 4月1日 関西女学院短期大学（かんせいじょがくいんたんきだいがく、英語：Kansai Jogakuin Junior College）として以下の学科体制にて開学[注 5]。
    - 経営学科
      - 経営実務専攻 入学定員75名[注釈 3]
      - 情報専攻 入学定員100名[注釈 3]
      - 秘書専攻 入学定員75名[注釈 3]

  - 5月1日 学生数[8]/定員
    - 経営学科 306[注釈 4]/250
- 1991年
  - 4月1日 以下の学科を増設する[注 6]。 
    - コミュニケーション学科 入学定員150名[注 7]

  - 5月1日 学生数[12]/定員
    - 経営学科 654[注釈 4]/500
    - コミュニケーション学科 193[注釈 4]/150
- 1992年
  - 4月1日 以下、入学定員増あり[注 8]
    - 経営学科
      - 経営実務専攻 75→125
      - 情報専攻 100→150
      - 秘書専攻 75→125

    - コミュニケーション学科 150→200
- 1992年
  - 5月1日 学生数[注 9]/定員
    - 経営学科 819[注釈 4]/650
    - コミュニケーション学科 411[注釈 4]/350
- 1993年
  - 4月1日 専攻科の設置が認められ、以下の課程を設ける[注 10]。
    - コミュニケーション専攻 入学定員20名[19]

  - 5月1日 学生数[20]/定員
    - 経営学科 1,028[注釈 4]/800
    - コミュニケーション学科 495[注釈 4]/400
- 1997年
  - 4月1日 経営学科にある以下の専攻については、この年度で学生募集を最終とする[注 11]。
    -       - 経営実務専攻
      - 情報専攻
      - 秘書専攻

  - 5月1日 学生数[22]/定員
    - 経営学科 509[注釈 4]/800
    - コミュニケーション学科 202[注釈 4]/400
- 1998年
  - 4月1日 関西国際大学短期大学部と改称し、入学定員減を以下の通り行う[注 12]。
    - 経営学科 400→325
    - コミュニケーション学科 200→175

  - 5月1日 学生数[24]/定員
    - 経営学科 367[注釈 4]/725
    - コミュニケーション学科 188[注釈 4]/375
- 1999年
  - 5月1日 学生数[25]/定員
    - 経営学科 241[注釈 4]/659
    - コミュニケーション学科 141[注釈 4]/350
- 2000年
  - 4月1日 短期大学としての学生募集を最終とし[注釈 2]、さらに入学定員減を以下の通り行う[26]。
    - 経営学科 325→175
    - コミュニケーション学科 175→125
- 2007年
  - 3月22日 左記をもって正式に廃止となる[2]。

## 基礎データ

### 所在地
- 兵庫県三木市志染町青山1-18[注釈 1]

### 象徴
- 関西女学院短期大学だった1991年にシンボルマークとして2つの円をモチーフに「KJ」が制定された。ちなみに2つの円は「人間と人間、学科と学科、智と愛の融和」を表現したものとなっていた[18]。関西女学院短期大学

## 教育および研究

### 組織

#### 学科
- 経営学科 入学定員175名[注釈 5]
  - 経営実務専攻 入学定員125名[注釈 6]
  - 情報専攻 入学定員150名[注釈 6]
  - 秘書専攻 入学定員125名[注釈 6]
- コミュニケーション学科 入学定員125名[注釈 5]

#### 専攻科
- コミュニケーション専攻 入学定員20名[19]

#### 別科
- なし

#### 取得資格について
- 秘書士資格ほか

### 研究
- 『研究紀要』[29]

## 学生生活

### 部活動・クラブ活動・サークル活動
- 関西国際大学短期大学部で活動していたクラブ活動
  - 体育系：バレーボール・バスケットボール・サッカー・卓球・テニス・ゴルフ・ソフト・バスケットボールほか[18]
  - 文化系：箏曲・茶道・華道・コンピューター・演劇ほか[18]

### 学園祭
- 関西国際大学短期大学部（旧・関西女学院短期大学）の学園祭は「カリヨン祭」と呼ばれていた[3]。

## 大学関係者と組織

### 大学関係者一覧
歴代学長
- 村上敦

#### 出身者
卒業生
- 仁井聡子(DJ・パーソナリティ、関西女学院短期大学卒業)

## 施設

### キャンパス
- キャンパスのシンボルは「カリヨンの鐘。
- 自家用自動車が150台収容できる駐車場があった。

### 学生食堂
- 関西国際大学短期大学部の学生食堂（学食）は、学生ホールとクラブハウスに其々設けられていた。学生ホールには20種類のスパゲッティが用意されていた。クラブハウスには主に丼ものや麺類が豊富だった[3]。

### 寮
- 特になし。

## 対外関係

### 他大学との協定
- ワンガヌイ大学（ニュージーランド）

### 系列校
- 関西国際大学
- 関西保育福祉専門学校

## 卒業後の進路について

### 就職について
- そごう・ジャヴァグループ・マックスファクター・資生堂・ミキハウス・積水ハウス・日本生命保険・三井住友銀行など一般企業への就職実績があげられる[3]。

### 編入学･進学実績
- 系列の関西国際大学・関西国際大学短期大学部専攻科以外では以下の実績がある。
  - 経営学科：関西大学ほか[3]
  - コミュニケーション学科：龍谷大学・梅花女子大学ほか[3]